# Gimme Some Truth
Gimme Some Truth (englisch für: Gib mir etwas Wahrheit) ist der Titel eines Vier-CD-Kompilationsalbums von John Lennon, das 72 Titel umfasst, aber keine unveröffentlichten Aufnahmen beinhaltet und es ist das 20. postum erschienene Album nach Lennons Tod im Jahr 1980. Gleichzeitig ist es einschließlich der acht Solo-Studioalben, der drei Avantgarde-Alben mit seiner Frau Yoko Ono, der beiden Livealben, der beiden Interviewalben und der Kompilationsalben das insgesamt 32. Album John Lennons. Es wurde am 4. Oktober 2010 in Großbritannien, am 5. Oktober 2010 in den USA und am 1. Oktober 2010 in Deutschland veröffentlicht.
Das Album Gimme Some Truth ist nicht identisch mit dem Kompilationsalbum GIMME SOME TRUTH. aus dem Jahr 2020.

## Entstehungsgeschichte
Im Oktober 2010 veröffentlichte EMI zum 70. Geburtstag von John Lennon eine CD-Box; die vier CDs sind thematisch gegliedert und haben jeweils eigenständige Pappcover und Titel. Die CDs befinden sich in einem Pappschuber. Die erste CD Working Class Hero beinhaltet Lieder von John Lennon, die sich mit politischen und gesellschaftlichen Themen auseinandersetzen; die zweite CD Woman behandelt das Thema Liebe zu seiner Mutter Julia, zu Yoko Ono und seinem Sohn Sean. Die dritte CD Borrowed Time umfasst Titel von Lennon, die sich mit seinen privaten Lebenssituationen auseinandersetzen. Die vierte CD Roots enthält das Album Rock ’n’ Roll, die Liveversion Hound Dog und weitere vier (Mit-)Kompositionen von John Lennon, die durch den Musikstil Rock ’n’ Roll beeinflusst worden sind.
Die CDs enthalten 20 Single-A-Seiten, die zwischen den Jahren 1969 und 1988 erschienen sind; die einzige nicht enthaltene, international veröffentlichte Single, ist Every Man Has a Woman Who Loves Him. Weiterhin enthält das Album noch die deutsche Single Ya Ya aus dem Album Rock ’n’ Roll.
Sämtliche Titel stammen von den erneut remasterten Wiederveröffentlichungen, die im Oktober 2010 erschienen sind. Nur auf der CD-Box (CD Roots) sind noch folgende remasterte Titel enthalten: Yer Blues (Live) vom Album Live Peace in Toronto 1969, Hound Dog von Live in New York City sowie Here We Go Again vom Album Menlove Ave.
Weiterhin liegt dieser Box eine Karte mit der Bezeichnung ‚Online‘ bei, die einen Registrierungscode für die Internetseite John Lennon Universe enthält. Die CD-Box beinhaltet ein 24-seitiges Begleitheft, das neben Fotos, zwei Zeichnungen und zwei handgeschriebene Liedtexte von John Lennon zeigt; weiterhin enthält das Heft Erläuterungen von Anthony DeCurtis.
Als Produzent wird lediglich Yoko Ono erwähnt, was wohl ausschließlich für die Produktion der CD gilt, da im Begleitbuch für die Musik die jeweiligen Produzenten angegeben werden.

## Covergestaltung
Die Covergestaltung erfolgte von Karla Merrifield und Peacock. Das Coverbild stammt von Ian Macmillan.

## Titelliste
CD 1 – Working Class Hero
1. Working Class Hero – 3:49
2. Instant Karma! – 3:25
3. Power to the People – 3:21
4. God – 4:11
5. I Don’t Want to Be a Soldier – 6:06
6. Gimme Some Truth – 3:14
7. Sunday Bloody Sunday (John Lennon/Yoko Ono) – 5:01
8. Steel And Glass – 4:39
9. Meat City – 2:52
10. I Don’t Wanna Face It – 3:23
11. Remember – 4:35
12. Woman Is the Nigger of the World (John Lennon/Yoko Ono) – 5:16
13. I Found Out – 3:37
14. Isolation – 2:53
15. Imagine – 3:02
16. Happy Xmas (War Is Over) (John Lennon/Yoko Ono) – 3:33
17. Give Peace a Chance – 4:50
18. Only People – 3:27

CD 2 – Woman
1. Mother – 5:35
2. Hold On – 1:50
3. You Are Here – 4:09
4. Well Well Well – 5:57
5. Oh My Love (John Lennon/Yoko Ono) – 2:46
6. Oh Yoko! – 4:17
7. Grow Old with Me – (John Lennon Anthology Version) – 3:19
8. Love – 3:24
9. Jealous Guy – 4:16
10. Woman – 3:33
11. Out the Blue – 3:22
12. Bless You – 4:39
13. Nobody Loves You (When You’re Down And Out) – 5:11
14. My Mummy’s Dead – 0:49
15. I’m Losing You – 3:59
16. (Just Like) Starting Over – 3:58
17. #9 Dream – 4:46
18. Beautiful Boy (Darling Boy) – 4:06

CD 3 – Borrowed Time
1. Mind Games – 4:13
2. Nobody Told Me – 3:35
3. Cleanup Time – 2:57
4. Crippled Inside – 3:48
5. How Do You Sleep? – 5:36
6. How? – 3:43
7. Intuition – 3:07
8. I’m Stepping Out – 4:07
9. Whatever Gets You thru the Night – 3:28
10. Old Dirt Road (John Lennon/Harry Nilsson) – 4:11
11. Scared – 4:39
12. What You Got – 3:08
13. Cold Turkey – 5:01
14. New York City – 4:31
15. Surprise Surprise (Sweet Bird of Paradox) – 2:55
16. Borrowed Time – 4:31
17. Look at Me – 2:54
18. Watching the Wheels – 3:32

CD 4 – Roots
1. Be-Bop-A-Lula (Tex Davis/Gene Vincent) – 2:37
2. You Can’t Catch Me (Chuck Berry) – 4:52
3. Rip It Up/Ready Teddy (Bumps Blackwell/John Marascalco) – 1:34
4. Tight A$ – 3:37
5. Ain’t That a Shame (Fats Domino/Dave Bartholomew) – 2:32
6. Sweet Little Sixteen (Chuck Berry) – 3:02
7. Do You Wanna Dance? (Bobby Freeman) – 2:53
8. Slippin’ and Slidin’ (Eddie Bocage/Albert Collins/Richard Penniman/James H. Smith) – 2:17
9. Peggy Sue (Jerry Allison, Norman Petty/Buddy Holly) – 2:05
10. Bring It on Home to Me/Send Me Some Lovin’ (Sam Cooke)/(John Marascalco/Leo Price) – 3:40
11. Yer Blues (Live) (Lennon/McCartney) – 3:45
12. Just Because (Lloyd Price) – 4:29
13. Boney Moronie (Larry Williams) – 3:49
14. Beef Jerky – 3:27
15. Ya Ya (Lee Dorsey/Clarence Lewis/Morgan Robinson) – 2:20
16. Hound Dog (Live) (Jerry Leiber/Mike Stoller) – 3:05
17. Stand By Me (Jerry Leiber, Mike Stoller & Ben E. King) – 3:26
18. Here We Go Again (John Lennon/Phil Spector) – 4:51

## Chartplatzierungen
| ChartsChartplatzierungen       | Höchstplatzierung | Wochen |
| ------------------------------ | ----------------- | ------ |
| Vereinigte Staaten (Billboard) | 196 (1 Wo.)       | 1      |